# Madrasiindus lineatus
Madrasiindus lineatus es una especie de coleóptero de la familia Mycteridae.

## Distribución geográfica
Habita en la India.